# Mark van Bommel
Mark Peter Gertruda Andreas van Bommel (Maasbracht, 22 april 1977) is een Nederlands voetbaltrainer en voormalig profvoetballer die als middenvelder speelde. Vanaf mei 2022 tot het einde van het seizoen '23/'24 was hij hoofdtrainer bij de Belgische eersteklasser Royal Antwerp FC. 
Van Bommel begon met voetballen bij RKVV Maasbracht en speelde vervolgens van 1992 tot 1999 bij Fortuna Sittard. Hij kwam daarna van 1999 tot 2005 uit voor PSV, waarmee hij vier keer Nederlands kampioen werd en in 2005 de nationale beker won. Van Bommel werd in 2001 en 2005 verkozen tot Nederlands voetballer van het jaar.
Van Bommel won in zijn carrière in totaal acht landskampioenschappen in vier belangrijke voetbalcompetities (4x met PSV, 2x met Bayern München, 1x met FC Barcelona en 1x met AC Milan). Hij won in 2006 met Barcelona de Champions League. Van Bommel haalde in 2010 met het Nederlands elftal op het wereldkampioenschap de finale.

## Clubvoetbal

### Fortuna Sittard
Van Bommel maakte zijn debuut als prof bij Fortuna Sittard. Op 15 mei 1993 viel hij in tijdens een wedstrijd tegen Cambuur Leeuwarden (1-1). Hij was destijds met 16 jaar en 23 dagen een van de jongste debutanten op het hoogste niveau in de geschiedenis van het Nederlandse voetbal. Alleen Wim Kras van FC Volendam in 1959 (15 jaar en 290 dagen) en Michel Mommertz van Roda JC (16 jaar en 9 dagen) debuteerden op nog jongere leeftijd. Van Bommel werd die dag ingebracht door Chris Dekker, die later dat seizoen wegens slechte prestaties van Fortuna werd ontslagen en vervangen voor Pim Verbeek. Fortuna degradeerde alsnog. Met een kampioenschap in de Eerste divisie pakte Van Bommel zijn eerste prijs onder de leiding van Verbeek in het seizoen 1994/95. Onder leiding van Bert van Marwijk, later zijn bondscoach én schoonvader, groeide Van Bommel uit tot de spil van Fortuna tijdens in wat later (voorlopig) de laatste glorietijd van de club zou blijken.
Tijdens de halve finale van de KNVB beker bij PSV die met 1-3 door Fortuna Sittard werd gewonnen kreeg Van Bommel een discutabele gele kaart en was daarmee geschorst voor de finale tegen Ajax. Waar Fortuna in de Eredivisie dat seizoen tweemaal onder aanvoering van Van Bommel Ajax versloeg, bleek de Amsterdamse club in de finale een maatje te groot (2-0).

### PSV
Van Bommel speelde zes seizoenen voor PSV. In zijn tweede seizoen, Van Bommel was toen 23, werd hij aanvoerder van de Eindhovenaren. Hij behaalde in deze zes seizoenen vier landskampioenschappen (1999/00, 2000/01, 2002/03 en 2004/05) en won in 2004/05 de KNVB beker met PSV.
Een keer scoorde Van Bommel vier doelpunten in één wedstrijd, op 10 mei 2003 in de wedstrijd PSV - Excelsior (uitslag 7-0). Een andere memorabele wedstrijd voor Van Bommel was Ajax-PSV op 20 maart 2005 toen hij driemaal scoorde (uitslag 0-4).
Van Bommel speelde vijftig Europese wedstrijden voor PSV. De wedstrijd waaraan Van Bommel herinnerd blijft worden is de halve finale van de Champions League in 2005, waarin PSV uitkwam tegen AC Milan. Net voor tijd liet Van Bommel 'zijn man' Massimo Ambrosini lopen en deze scoorde. Hierdoor haalde PSV de finale van de Champions League niet. De wedstrijd eindigde in 3-1.
Van Bommel leek het seizoen 2004/05 in de Bundesliga te gaan spelen; uiteindelijk ging dit niet door omdat naar verluidt zowel Borussia Dortmund als FC Schalke 04 de transfersom te hoog vond.

### FC Barcelona
Tijdens het seizoen 2005/06 speelde Van Bommel voor FC Barcelona, waar Frank Rijkaard trainer was. Hij tekende daar een contract voor drie jaar. Van Bommel beloofde dat hij - indien zijn gezondheid dat toeliet - na dit contract terug zou keren bij PSV. Bij de presentatie van Van Bommel in Camp Nou op 10 juni 2005 had hij voor het rugnummer 17 gekozen. Zijn zaakwaarnemer Rob Jansen vertelde dat clubs als AC Milan en Real Madrid ook interesse hadden in Van Bommel, maar dat zijn keus viel op FC Barcelona. Tijdens de voorbereiding van Barcelona in Denemarken verraste Van Bommel de Spaanse pers door op Engelse vragen in het Spaans te antwoorden. Van Bommel zei dat hij een week lang bij 'de nonnen in Vught' (Taleninstituut Regina Coeli) had gebivakkeerd.
Met Barcelona won Van Bommel de Primera División, de Supercopa en de Champions League. In de finale van laatstgenoemd toernooi begon Van Bommel in de basis en werd hij na een uur gewisseld. In de zomer van 2006 verbrak hij zijn eerdere belofte, verliet FC Barcelona voor zestien miljoen euro en vertrok naar Bayern München, in plaats van naar PSV.

### Bayern München

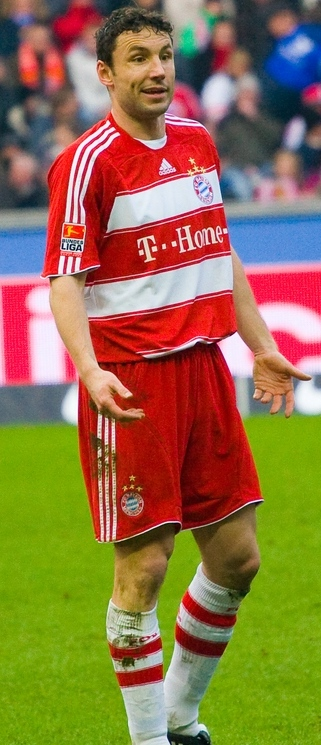
Van Bommel bij Bayern München

In april 2008 brak Van Bommel zijn neus tijdens de Duitse bekerfinale tegen Borussia Dortmund (2-1 winst voor Bayern München). Hij kreeg een elleboogstoot van tegenstander Mladen Petrić. Hij weigerde een operatie en speelde zonder masker, maar met gebroken neus zijn wedstrijden. Met Bayern München werd hij in het seizoen 2007/08 kampioen van de Bundesliga en won hij de DFB-Pokal.
Van Bommel kreeg in augustus 2008 van zijn nieuwe trainer Jürgen Klinsmann te horen dat hij de nieuwe aanvoerder zou zijn van Bayern München. Er werd beweerd dat hij de eerste niet-Duitse aanvoerder van het team was, hetgeen niet juist was. In de jaren tachtig was Søren Lerby uit Denemarken hem reeds voorgegaan. Van Bommel was wel de eerste buitenlandse aanvoerder die de kampioensschaal en later ook de DFB-Pokal omhoog mocht tillen.
In München werd Van Bommel gezien als onbetwiste leider van het elftal, totdat de ploeg de Braziliaan Luiz Gustavo van TSG Hoffenheim haalde. Van Bommel zou daarom open staan voor een vertrek. Tottenham Hotspur, VfL Wolfsburg en Galatasaray zouden interesse in Van Bommel hebben. Hij vertrok echter op 25 januari 2011 naar AC Milan.

### AC Milan
Van Bommel vertrok in de winterse transferperiode van het seizoen 2010/11 naar AC Milan. Hij werd de veertiende Nederlander in dienst van AC Milan. Het contract van Van Bommel liep medio 2011 alweer af, mede doordat hij zich niet meer op langdurige contracten wilde concentreren vanwege zijn leeftijd. Twee dagen na zijn overgang maakte Van Bommel zijn debuut voor AC Milan, in de kwartfinale van de Coppa Italia tegen Sampdoria. Het debuut van Van Bommel in de Serie A verliep uiterst ongelukkig. In de 54e minuut van de wedstrijd kreeg hij in en tegen Catania zijn tweede gele kaart en moest dus met rood het veld verlaten. Niettemin speelde hij zich in de basiself bij Milan, waarmee hij zich op 7 mei 2011 verzekerde van het Italiaanse landskampioenschap. Voor AC Milan was dat de eerste landstitel sinds het seizoen 2003/04, voor Van Bommel zijn achtste in totaal in vier verschillende landen. Op 12 mei 2012 maakte Van Bommel bekend terug te keren bij PSV.

### Terug naar PSV en einde carrière
Op 12 mei 2012 maakte van Bommel bekend zijn aflopende contract bij AC Milan niet te verlengen, terwijl hij voor nog een jaar kon bijtekenen. Hij koos voor PSV, maar was geëmotioneerd toen hij zijn vertrek bij Milan aankondigde. Op 14 mei tekende hij een eenjarig contract in Eindhoven. Op 23 augustus maakte Van Bommel zijn eerste officiële goal voor PSV sinds zijn terugkeer. In een wedstrijd in de play-offs voor de Europa League tegen FK Zeta maakte hij de 5-0. In de eerste vijf competitieduels van het seizoen 2012/13 kreeg Van Bommel evenzoveel gele kaarten – een record in de Nederlandse Eredivisie. Hij miste daardoor een wedstrijd tegen Feyenoord.
Op 12 mei 2013 maakte hij na een wedstrijd tegen FC Twente bekend te zullen stoppen met voetbal. Hij nam afscheid met een rode kaart (twee keer geel) en een nederlaag (3-1).
Hij speelde op 19 juli een afscheidswedstrijd tegen PSV met een door hem geselecteerd gelegenheidsteam van oud-ploeggenoten, waaronder Zlatan Ibrahimovic, Arjen Robben, Phillip Cocu, Gregory van der Wiel, Franck Ribéry en Wilfred Bouma
Op 13 september 2013 maakte hij de cirkel van zijn voetbalcarrière rond door een laatste wedstrijd tussen de selectie van het huidige Fortuna Sittard en een door hem zelf samengesteld team van ex-Fortuna Sittard-spelers (Fortuna Sittard All Stars) te spelen in het Fortuna stadion (uitslag 5-4 voor Fortuna Sittard). Deelnemende all-stars o.a: Arno van Zwam, Regillio Simons, Wilfred Bouma, coach Bert van Marwijk, Michael Jeffrey en Ronald Hamming. Daarna trainde hij nog regelmatig met het eerste van Fortuna om fit te blijven.

## Clubstatistieken
| Seizoen | Club              | Competitie       | Competitie |      | Beker | Beker | Internationaal | Internationaal | Overig | Overig | Totaal | Totaal |
| Seizoen | Club              |                  | Wed.       | Dlp. | Wed.  | Dlp.  | Wed.           | Dlp.           | Wed.   | Dlp.   | Wed.   | Dlp.   |
| ------- | ----------------- | ---------------- | ---------- | ---- | ----- | ----- | -------------- | -------------- | ------ | ------ | ------ | ------ |
| 1992/93 | Fortuna Sittard   | Eredivisie       | 1          | 0    | 0     | 0     | –              | –              | –      | –      | 1      | 0      |
| 1993/94 | Fortuna Sittard   | Eerste divisie   | 13         | 0    | 0     | 0     | –              | –              | –      | –      | 13     | 0      |
| 1994/95 | Fortuna Sittard   | Eerste divisie   | 31         | 7    | 3     | 0     | –              | –              | –      | –      | 31     | 7      |
| 1995/96 | Fortuna Sittard   | Eredivisie       | 27         | 0    | 5     | 0     | –              | –              | –      | –      | 32     | 0      |
| 1996/97 | Fortuna Sittard   | Eredivisie       | 19         | 0    | 3     | 0     | –              | –              | –      | –      | 22     | 0      |
| 1997/98 | Fortuna Sittard   | Eredivisie       | 31         | 1    | 5     | 0     | –              | –              | –      | –      | 36     | 1      |
| 1998/99 | Fortuna Sittard   | Eredivisie       | 31         | 5    | 7     | 2     | 4              | 0              | –      | –      | 42     | 7      |
| 1999/00 | PSV               | Eredivisie       | 33         | 6    | 1     | 0     | 5              | 0              | –      | –      | 39     | 6      |
| 2000/01 | PSV               | Eredivisie       | 32         | 7    | 4     | 0     | 11             | 2              | 1      | 0      | 48     | 9      |
| 2001/02 | PSV               | Eredivisie       | 23         | 4    | 3     | 0     | 7              | 2              | 1      | 0      | 34     | 6      |
| 2002/03 | PSV               | Eredivisie       | 28         | 9    | 3     | 0     | 5              | 0              | 1      | 0      | 37     | 9      |
| 2003/04 | PSV               | Eredivisie       | 23         | 6    | 1     | 0     | 8              | 1              | 1      | 1      | 33     | 8      |
| 2004/05 | PSV               | Eredivisie       | 30         | 14   | 4     | 3     | 14             | 2              | –      | –      | 48     | 19     |
| 2005/06 | FC Barcelona      | Primera División | 24         | 2    | 4     | 1     | 9              | 1              | 1      | 0      | 38     | 4      |
| 2006/07 | FC Bayern München | Bundesliga       | 29         | 6    | 3     | 1     | 8              | 1              | –      | –      | 40     | 8      |
| 2007/08 | FC Bayern München | Bundesliga       | 27         | 2    | 6     | 0     | 13             | 1              | 2      | 0      | 48     | 3      |
| 2008/09 | FC Bayern München | Bundesliga       | 29         | 2    | 3     | 0     | 9              | 1              | –      | –      | 41     | 3      |
| 2009/10 | FC Bayern München | Bundesliga       | 25         | 1    | 5     | 0     | 10             | 1              | –      | –      | 40     | 2      |
| 2010/11 | FC Bayern München | Bundesliga       | 13         | 0    | 2     | 0     | 3              | 0              | 0      | 0      | 18     | 0      |
| 2010/11 | AC Milan          | Serie A          | 14         | 0    | 2     | 0     | –              | –              | –      | –      | 16     | 0      |
| 2011/12 | AC Milan          | Serie A          | 25         | 0    | 2     | 0     | 6              | 0              | 1      | 0      | 34     | 0      |
| 2012/13 | PSV               | Eredivisie       | 28         | 6    | 3     | 1     | 2              | 0              | 1      | 0      | 34     | 7      |
| Totaal  | Totaal            | Totaal           | 536        | 78   | 79    | 8     | 114            | 12             | 9      | 1      | 738    | 99     |

## Nederlands elftal

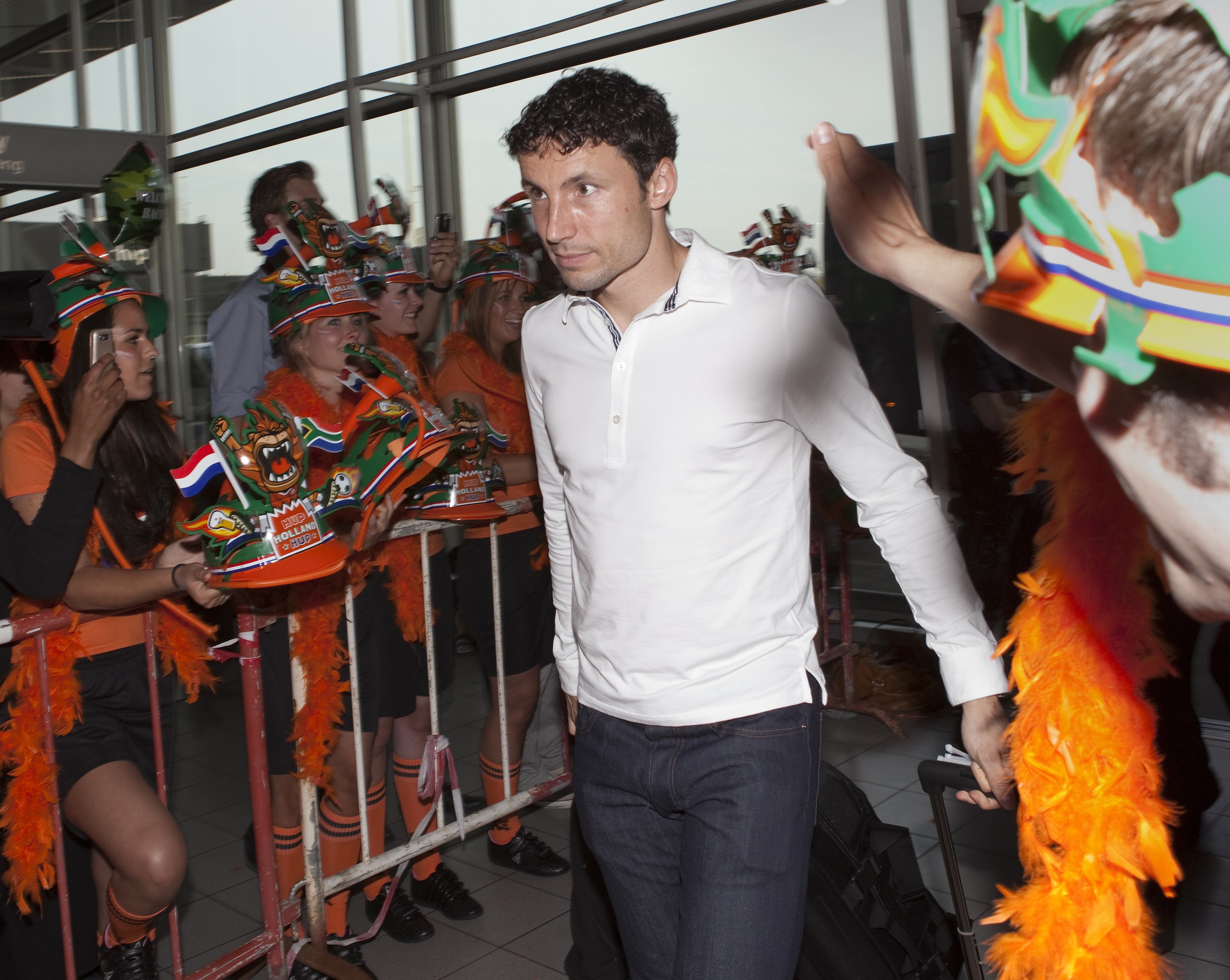
Van Bommel op weg naar het WK 2010 in Zuid-Afrika.

Van Bommel speelde over verschillende periodes tussen 2000 en 2012, 79 interlands voor het Nederlands voetbalelftal. Hij miste het EK in 2000 en voor het WK van 2002 in Zuid-Korea en Japan wist Nederland zich niet te kwalificeren. Tijdens het EK in Portugal in 2004 was hij geblesseerd aan zijn knie.
De relatie tussen Van Bommel en bondscoach Marco van Basten raakte verstoord door gebeurtenissen rondom een WK-kwalificatiewedstrijd tegen Roemenië op 4 juni 2005. De eerste keer dat Van Bommel er op een groot toernooi bij was, was op het Wereldkampioenschap voetbal 2006 in Duitsland. Na in de kwalificatie diverse keren te zijn gepasseerd, werd Van Bommel opgenomen in de definitieve selectie voor het toernooi. Bondscoach Van Basten vermeldde dat volgens hem Van Bommel zijn taken niet goed uitvoerde in Oranje. Van Bommel stond tijdens drie van de vier wedstrijden op het WK voetbal in de basis en werd twee keer gewisseld. Oranje reikte tot de achtste finales.
Na het WK 2006 werd Van Bommel niet geselecteerd voor een oefeninterland tegen Ierland (4-0-overwinning voor Nederland). Toen Van Basten de eerste officiële interland daarna Van Bommel weer wel opriep, gaf deze aan daar geen trek in te hebben. Van Bommel maakte bekend dat hij niet meer voor Oranje wilde spelen onder bondscoach Van Basten. Dit deed hij nadat hij wel weer door Van Basten in de selectie was opgenomen voor de EK-kwalificatieduels tegen Bulgarije en Albanië.
Na het aftreden van Van Basten en het aantreden van Bert van Marwijk als bondscoach besloot Van Bommel terug te komen van zijn eerder genomen besluit en dwong een plek af in het basiselftal van zijn schoonvader. Op 5 augustus 2008 werd hij door Van Marwijk geselecteerd voor een oefeninterland tegen Rusland. Van Bommel maakte deel uit van de spelersgroep die deelnam aan het Wereldkampioenschap voetbal 2010 in Zuid-Afrika. In 2010 werd aan hem de Duidelijketaalprijs voor de 'Duidelijkst sprekende speler van het Nederlands elftal' aan hem toegekend.
Na het WK nam hij de aanvoerdersband over van de afgezwaaide Giovanni van Bronckhorst. Na het voor Oranje teleurstellend verlopen Europees kampioenschap voetbal 2012 in Polen en Oekraïne gaf Van Bommel aan plaats te willen maken voor jongere spelers. Hij bedankte echter niet definitief voor het Nederlands elftal.
| Interlands van Mark van Bommel | Interlands van Mark van Bommel | Interlands van Mark van Bommel   | Interlands van Mark van Bommel | Interlands van Mark van Bommel | Interlands van Mark van Bommel |
| №                              | Datum                          | Wedstrijd                        | Uitslag                        | Competitie                     | Goals                          |
| ------------------------------ | ------------------------------ | -------------------------------- | ------------------------------ | ------------------------------ | ------------------------------ |
| 1.                             | 7 oktober 2000                 | Cyprus – Nederland               | 0-4                            | WK-kwalificatie                | 0                              |
| 2.                             | 11 oktober 2000                | Nederland – Portugal             | 0-2                            | WK-kwalificatie                | 0                              |
| 3.                             | 15 november 2000               | Spanje – Nederland               | 1-2                            | Vriendschappelijk              | 0                              |
| 4.                             | 28 februari 2001               | Nederland – Turkije              | 0-0                            | Vriendschappelijk              | 0                              |
| 5.                             | 24 maart 2001                  | Andorra – Nederland              | 0-5                            | WK-kwalificatie                | 1                              |
| 6.                             | 28 maart 2001                  | Portugal – Nederland             | 2-2                            | WK-kwalificatie                | 0                              |
| 7.                             | 25 april 2001                  | Nederland – Cyprus               | 4-0                            | WK-kwalificatie                | 0                              |
| 8.                             | 15 augustus 2001               | Engeland – Nederland             | 0-2                            | Vriendschappelijk              | 1                              |
| 9.                             | 1 september 2001               | Ierland – Nederland              | 1-0                            | WK-kwalificatie                | 0                              |
| 10.                            | 5 september 2001               | Nederland – Estland              | 5-0                            | WK-kwalificatie                | 2                              |
| 11.                            | 13 februari 2002               | Nederland – Engeland             | 1-1                            | Vriendschappelijk              | 0                              |
| 12.                            | 27 maart 2002                  | Nederland – Spanje               | 1-0                            | Vriendschappelijk              | 0                              |
| 13.                            | 21 augustus 2002               | Noorwegen – Nederland            | 0-1                            | Vriendschappelijk              | 0                              |
| 14.                            | 7 september 2002               | Nederland – Wit-Rusland          | 3-0                            | EK-kwalificatie                | 0                              |
| 15.                            | 16 oktober 2002                | Oostenrijk – Nederland           | 0-3                            | EK-kwalificatie                | 0                              |
| 16.                            | 12 februari 2003               | Nederland – Argentinië           | 1-0                            | Vriendschappelijk              | 0                              |
| 17.                            | 29 maart 2003                  | Nederland – Tsjechië             | 1-1                            | EK-kwalificatie                | 0                              |
| 18.                            | 2 april 2003                   | Moldavië – Nederland             | 1-2                            | EK-kwalificatie                | 1                              |
| 19.                            | 7 juni 2003                    | Wit-Rusland – Nederland          | 0-2                            | EK-kwalificatie                | 0                              |
| 20.                            | 20 augustus 2003               | België – Nederland               | 1-1                            | Vriendschappelijk              | 0                              |
| 21.                            | 6 september 2003               | Nederland – Oostenrijk           | 3-1                            | EK-kwalificatie                | 0                              |
| 22.                            | 10 september 2003              | Tsjechië – Nederland             | 3-1                            | EK-kwalificatie                | 0                              |
| 23.                            | 18 februari 2004               | Nederland – Verenigde Staten     | 1-0                            | Vriendschappelijk              | 0                              |
| 24.                            | 31 maart 2004                  | Nederland – Frankrijk            | 0-0                            | Vriendschappelijk              | 0                              |
| 25.                            | 28 april 2004                  | Nederland – Griekenland          | 4-0                            | Vriendschappelijk              | 0                              |
| 26.                            | 18 augustus 2004               | Zweden – Nederland               | 2-2                            | Vriendschappelijk              | 1                              |
| 27.                            | 3 september 2004               | Nederland – Liechtenstein        | 3-0                            | Vriendschappelijk              | 1                              |
| 28.                            | 8 september 2004               | Nederland – Tsjechië             | 2-0                            | WK-kwalificatie                | 0                              |
| 29.                            | 9 oktober 2004                 | Macedonië – Nederland            | 2-2                            | WK-kwalificatie                | 0                              |
| 30.                            | 13 oktober 2004                | Nederland – Finland              | 3-1                            | WK-kwalificatie                | 0                              |
| 31.                            | 9 februari 2005                | Engeland – Nederland             | 0-0                            | Vriendschappelijk              | 0                              |
| 32.                            | 26 maart 2005                  | Roemenië – Nederland             | 0-2                            | WK-kwalificatie                | 0                              |
| 33.                            | 30 maart 2005                  | Nederland – Armenië              | 2-0                            | WK-kwalificatie                | 0                              |
| 34.                            | 4 juni 2005                    | Nederland – Roemenië             | 2-0                            | WK-kwalificatie                | 0                              |
| 35.                            | 1 maart 2006                   | Nederland – Ecuador              | 1-0                            | Vriendschappelijk              | 0                              |
| 36.                            | 27 mei 2006                    | Nederland – Kameroen             | 1-0                            | Vriendschappelijk              | 0                              |
| 37.                            | 4 juni 2006                    | Nederland – Australië            | 1-1                            | Vriendschappelijk              | 0                              |
| 38.                            | 11 juni 2006                   | Servië en Montenegro – Nederland | 0-1                            | WK eindronde                   | 0                              |
| 39.                            | 16 juni 2006                   | Nederland – Ivoorkust            | 2-1                            | WK eindronde                   | 0                              |
| 40.                            | 25 juni 2006                   | Portugal – Nederland             | 1-0                            | WK eindronde                   | 0                              |
| 41.                            | 20 augustus 2008               | Rusland – Nederland              | 1-1                            | Vriendschappelijk              | 0                              |
| 42.                            | 6 september 2008               | Nederland – Australië            | 1-2                            | Vriendschappelijk              | 0                              |
| 43.                            | 10 september 2008              | Macedonië – Nederland            | 1-2                            | WK-kwalificatie                | 0                              |
| 44.                            | 11 oktober 2008                | Nederland – IJsland              | 2-0                            | WK-kwalificatie                | 0                              |
| 45.                            | 15 oktober 2008                | Noorwegen – Nederland            | 0-1                            | WK-kwalificatie                | 1                              |
| 46.                            | 19 november 2008               | Nederland – Zweden               | 3-1                            | Vriendschappelijk              | 0                              |
| 47.                            | 11 februari 2009               | Tunesië – Nederland              | 1-1                            | Vriendschappelijk              | 0                              |
| 48.                            | 28 maart 2009                  | Nederland – Schotland            | 3-0                            | WK-kwalificatie                | 0                              |
| 49.                            | 1 april 2009                   | Nederland – Macedonië            | 4-0                            | WK-kwalificatie                | 0                              |
| 50.                            | 6 juni 2009                    | IJsland – Nederland              | 1-2                            | WK-kwalificatie                | 1                              |
| 51.                            | 10 juni 2009                   | Nederland – Noorwegen            | 2-0                            | WK-kwalificatie                | 0                              |
| 52.                            | 14 november 2009               | Italië – Nederland               | 0-0                            | Vriendschappelijk              | 0                              |
| 53.                            | 18 november 2009               | Nederland – Paraguay             | 0-0                            | Vriendschappelijk              | 0                              |
| 54.                            | 3 maart 2010                   | Nederland – Verenigde Staten     | 2-1                            | Vriendschappelijk              | 0                              |
| 55.                            | 1 juni 2010                    | Nederland – Ghana                | 4-1                            | Vriendschappelijk              | 0                              |
| 56.                            | 5 juni 2010                    | Nederland – Hongarije            | 6-1                            | Vriendschappelijk              | 1                              |
| 57.                            | 14 juni 2010                   | Nederland – Denemarken           | 2-0                            | WK-eindronde                   | 0                              |
| 58.                            | 19 juni 2010                   | Nederland – Japan                | 1-0                            | WK-eindronde                   | 0                              |
| 59.                            | 24 juni 2010                   | Kameroen – Nederland             | 1-2                            | WK-eindronde                   | 0                              |
| 60.                            | 28 juni 2010                   | Nederland – Slowakije            | 2-1                            | WK-eindronde                   | 0                              |
| 61.                            | 2 juli 2010                    | Nederland – Brazilië             | 2-1                            | WK-eindronde                   | 0                              |
| 62.                            | 6 juli 2010                    | Uruguay – Nederland              | 2-3                            | WK-eindronde                   | 0                              |
| 63.                            | 11 juli 2010                   | Nederland – Spanje               | 0-1                            | WK-eindronde                   | 0                              |
| 64.                            | 3 september 2010               | San Marino – Nederland           | 0-5                            | EK-kwalificatie                | 0                              |
| 65.                            | 7 september 2010               | Finland – Nederland              | 2-1                            | EK-kwalificatie                | 0                              |
| 66.                            | 8 oktober 2010                 | Moldavië – Nederland             | 0-1                            | EK-kwalificatie                | 0                              |
| 67.                            | 12 oktober 2010                | Nederland – Zweden               | 4-1                            | EK-kwalificatie                | 0                              |
| 68.                            | 9 februari 2011                | Nederland – Oostenrijk           | 3-1                            | Vriendschappelijk              | 0                              |
| 69.                            | 2 september 2011               | Nederland – San Marino           | 11-0                           | EK-kwalificatie                | 0                              |
| 70.                            | 6 september 2011               | Finland – Nederland              | 0-2                            | EK-kwalificatie                | 0                              |
| 71.                            | 7 oktober 2011                 | Nederland – Moldavië             | 1-0                            | EK-kwalificatie                | 0                              |
| 72.                            | 11 oktober 2011                | Zweden – Nederland               | 3-2                            | EK-kwalificatie                | 0                              |
| 73.                            | 15 november 2011               | Duitsland – Nederland            | 3-0                            | Vriendschappelijk              | 0                              |
| 74.                            | 29 februari 2012               | Engeland – Nederland             | 2-3                            | Vriendschappelijk              | 0                              |
| 75.                            | 26 mei 2012                    | Nederland – Bulgarije            | 1-2                            | Vriendschappelijk              | 0                              |
| 76.                            | 30 mei 2012                    | Nederland – Slowakije            | 2-0                            | Vriendschappelijk              | 0                              |
| 77.                            | 2 juni 2012                    | Nederland – Noord-Ierland        | 6-0                            | Vriendschappelijk              | 0                              |
| 78.                            | 9 juni 2012                    | Nederland – Denemarken           | 0-1                            | EK-eindronde                   | 0                              |
| 79.                            | 13 juni 2012                   | Nederland – Duitsland            | 1-2                            | EK-eindronde                   | 0                              |

## Trainerscarrière

### Eerste stappen
Na het beëindigen van zijn actieve carrière als voetballer maakte Van Bommel bekend zich verder te willen ontwikkelen als trainer. Hiervoor ging hij de cursus Coach Betaald Voetbal volgen. Zijn praktijkvorming zou hij bij PSV doorlopen. Op 7 januari 2014 begon Van Bommel als assistent-trainer van Nederland -17, onder hoofdcoach Maarten Stekelenburg. Daarnaast bleef hij stagiair bij PSV B1. Toen zijn schoonvader Bert van Marwijk in augustus 2015 werd aangesteld als bondscoach van het Saoedi-Arabisch nationale elftal, ging Van Bommel met hem mee als assistent-trainer. Van Bommel werd in april 2017 aangesteld als hoofdcoach van PSV –19 per seizoen 2017/18. Daarmee werd hij dat seizoen direct kampioen. Voor PSV –19 was dit de eerste landstitel sinds 1991.

### PSV
Van Bommel volgde in juni 2018 Phillip Cocu op als hoofdtrainer van PSV. Daarna verbrak hij op 20 oktober 2018 een clubrecord van Eric Gerets door zijn eerste negen competitieduels als hoofdcoach allemaal te winnen (van FC Utrecht, Fortuna Sittard, PEC Zwolle, Willem II, ADO Den Haag, Ajax, NAC Breda, VVV-Venlo en FC Emmen). Gerets won er in het seizoen 1999/00 acht, waarna een gelijkspel volgde. Doordat PSV onder Van Bommel vervolgens ook van FC Groningen en Vitesse won, werd hij ook de eerste Nederlandse en tweede trainer ooit die zijn eerste elf Eredivisie-duels won. Vóór hem lukte dat alleen Morten Olsen, in het seizoen 1997/98 met Ajax. Van Bommel werd op 10 november 2018 alleen recordhouder door ook zijn twaalfde Eredivisiewedstrijd als debuterend trainer te winnen, uit bij De Graafschap.
In november 2019 beleefde Van Bommel voor het eerst in zijn loopbaan als trainer een moeilijke periode, nadat PSV zes duels zonder zege bleef. Op 16 december 2019 beëindigde de directie van PSV de samenwerking met Van Bommel. De aanhoudende tegenvallende resultaten gaven de doorslag; van de laatste twaalf duels won hij er twee. Het ontslag volgde een dag na een 3-1 nederlaag tegen Feyenoord. Het dienstverband van Van Bommel duurde 75 officiële wedstrijden, waarin hij met PSV zonder prijs bleef.

### Wolfsburg
Na ruim een seizoen geen club te hebben gehad werd op 27 mei 2021 bekend dat Van Bommel de naar Eintracht Frankfurt vertrokken Oliver Glasner op zou volgen bij VfL Wolfsburg. Hij zou hierbij onder anderen geassisteerd worden door Kevin Hofland. Van Bommel tekende voor twee seizoenen. Half augustus werd VfL Wolfsburg door de Duitse voelbalbond in het bekertoernooi gediskwalificeerd, nadat Van Bommel in de eerste ronde tegen vierdeklasser Preußen Münster zes spelers wisselde, in plaats van de toegestane vijf. De wedstrijd was in eerste instantie door VfL Wolfsburg na verlenging gewonnen met 3-1. Op 24 oktober 2021 werd Van Bommel ontslagen door de Duitse club wegens tegenvallende resultaten. Van Bommel stond dertien officiële wedstrijden langs de kant bij Die Wölfe en wist van de laatste acht wedstrijden geen enkele te winnen.

### Royal Antwerp
Ruim een halfjaar na zijn vertrek uit Wolfsburg werd bekend dat Van Bommel een contract voor twee seizoenen zou gaan tekenen bij het Belgische Royal Antwerp. Hier zou hij nauw gaan samenwerken met de recent aangestelde sportief directeur Marc Overmars . Van Bommel bracht ook twee Nederlandse assistenten mee, Andries Ulderink en John Stegeman. De Antwerpse club zette haar ambities die zomer kracht bij door het binnenhalen van gerenommeerde en getalenteerde spelers, waaronder Toby Alderweireld, Vincent Janssen, Jurgen Ekkelenkamp en Calvin Stengs. Onder leiding van Van Bommel werd er overtuigend aan het seizoen begonnen. De eerste negen wedstrijden in de competitie werden gewonnen door Royal Antwerp en daarmee stond de ploeg bovenaan de ranglijst. Nadat Van Bommel in april 2023 met Antwerp de Beker van België won, won hij op 4 juni met zijn ploeg ook de Belgische landstitel. Dat was  voor het eerst in 66 jaar dat Royal Antwerp weer een landskampioenschap won.
Vervolgens werd op 23 juli 2023 voor het eerst in de clubhistorie beslag gelegd op de Belgische Supercup door winst op verliezend bekerfinalist KV Mechelen. De wedstrijd eindigde na reguliere speeltijd in 1-1, waarna de strafschoppenreeks met 5-4 werd gewonnen. Het tweede seizoen van Van Bommel verliep minder voorspoedig. Antwerp behaalde opnieuw de finale van de Beker van België, maar verloor van Union Sint-Gillis met 1-0. Het team kwalificeerde zich nog wel voor de kampioenspoule, maar wist zelden een wedstrijd te winnen, waardoor de titel niet in zicht kwam. Op 3 mei 2024 werd bekend dat de wegen van de club en hoofdtrainer zich zouden scheiden na afloop van het seizoen, ondanks een doorlopend contract tot medio 2025.

## Erelijst
Als speler
| Competitie            |                 |                                    |                 |                 |
| Competitie            | Aantal          | Jaren                              |                 |                 |
| Fortuna Sittard       | Fortuna Sittard | Fortuna Sittard                    | Fortuna Sittard | Fortuna Sittard |
| --------------------- | --------------- | ---------------------------------- | --------------- | --------------- |
| Eerste divisie        | 1x              | 1994/95                            |                 |                 |
| PSV                   |                 |                                    |                 |                 |
| Eredivisie            | 4x              | 1999/00, 2000/01, 2002/03, 2004/05 |                 |                 |
| KNVB Beker            | 1x              | 2004/05                            |                 |                 |
| Johan Cruijff Schaal  | 4x              | 2000, 2001, 2003, 2012             |                 |                 |
| FC Barcelona          |                 |                                    |                 |                 |
| UEFA Champions League | 1x              | 2005/06                            |                 |                 |
| Primera División      | 1x              | 2005/06                            |                 |                 |
| Supercopa de España   | 2x              | 2005, 2006                         |                 |                 |
| Bayern München        |                 |                                    |                 |                 |
| Bundesliga            | 2x              | 2007/08, 2009/10                   |                 |                 |
| DFB-Pokal             | 2x              | 2007/08, 2009/10                   |                 |                 |
| DFB-Ligapokal         | 1x              | 2007                               |                 |                 |
| AC Milan              |                 |                                    |                 |                 |
| Serie A               | 1x              | 2010/11                            |                 |                 |
| Supercoppa            | 1x              | 2011                               |                 |                 |

| Competitie | Winnaar   | Winnaar   | Runner-up | Runner-up | Derde     | Derde     |
| Competitie | Aantal    | Jaren     | Aantal    | Jaren     | Aantal    | Jaren     |
| Nederland  | Nederland | Nederland | Nederland | Nederland | Nederland | Nederland |
| ---------- | --------- | --------- | --------- | --------- | --------- | --------- |
| FIFA WK    |           |           | 1x        | 2010      |           |           |

Als trainer
| Eerste klasse A    | 1x | 2022/23 |
| Beker van België   | 1x | 2022/23 |
| Belgische Supercup | 1x | 2023    |

Individueel
| Individueel                        |    |                  |
| Nederlands Talent van het Jaar     | 1x | 1998/99          |
| Nederlands voetballer van het jaar | 2x | 2000/01, 2004/05 |
| Bayern München-speler van het Jaar | 1x | 2006/07          |
| Trainer van het Jaar               | 1x | 2022/23          |

## Privé
Van Bommel is getrouwd met een dochter van Bert van Marwijk, destijds zijn trainer bij Fortuna Sittard. Ze hebben samen twee zoons en een dochter. Later zouden Van Bommel en schoonvader Van Marwijk opnieuw samenwerken bij het Nederlands voetbalelftal en bij PSV.
Vanwege financiële problemen van Fortuna Sittard organiseerde Van Bommel op 31 mei 2009 samen met zijn vader een benefietduel tussen Bayern München en zijn oude club in het stadion van Fortuna Sittard. Van Bommel zelf zat vanwege een blessure op de bank. Wel verrichtte hij de aftrap.
De zonen van Van Bommel, Thomas en Ruben voetballen respectievelijk voor Patro Eisden en PSV.

## Trivia
- Op 21 augustus 2007 haalde de televisiezender TV Limburg samen met Van Bommel een grap uit. Het station zond een interview uit, met als strekking dat Van Bommel de Duitse nationaliteit ging aanvragen. Van Bommel wilde niet meer onder Marco van Basten in het Nederlands voetbalelftal spelen. Door deze aanvraag zou Van Bommel alsnog zijn interlandcarrière via het Duits voetbalelftal kunnen voortzetten. Dit is in praktijk niet mogelijk volgens de regels van de FIFA. Wie eenmaal voor een land een officiële interland heeft gespeeld, mag volgens de wereldvoetbalbond niet meer uitkomen voor een ander land. De televisiezender TV Limburg zei te hebben willen aantonen dat andere nieuwszenders berichten zomaar overnemen, zonder ze te verifiëren. De grap lukte, want het 'nieuwsfeit' werd - ongecontroleerd - verder verteld door onder andere het NOS Journaal.[21]